# Pelagogonium oculatum
Pelagogonium oculatum là một loài chân đều trong họ Paramunnidae. Loài này được Schultz miêu tả khoa học năm 1977.